# Фальтингс, Герд
Герд Фальтингс (нем. Gerd Faltings, род. 28 июля 1954 года в Гельзенкирхен-Бюре) — немецкий математик, лауреат Филдсовской премии (1986), известен своими работами в области алгебраической геометрии.
С 1972 по 1978 год изучал математику и физику в Вестфальском университете имени Вильгельма. В 1978 году получил степень Ph.D. по математике, а в 1981 году прошёл хабилитацию (и то и другое — в том же Вестфальском университете имени Вильгельма). С 1982 по 1984 год был профессором Вуппертальского университета, затем — профессором Принстонского университета (1985—1994).
В 1986 году в возрасте 32 лет Герд Фальтингс был удостоен Филдсовской медали за доказательство гипотезы Морделла. С 1995 года является членом совета директоров Института математики общества Макса Планка в Бонне. В 1996 году получил премию имени Лейбница Немецкого научно-исследовательского общества — высшую германскую награду для учёных-исследователей.
В 2015 году вместе с Хенриком Иванецем был удостоен премии Шао за введение и развитие базовых инструментов теории чисел, позволивших им и другим решить некоторые ставшие классическими задачи.
Член Леопольдины (1992), Рейнско-Вестфальской АН (1999) и Европейской академии (2014), Берлинско-Бранденбургской АН, членкор Гёттингенской АН (1991), иностранный член Лондонского королевского общества (2016), Национальной академии наук США (2018).

## Награды и отличия
- 1983 — Премия имени Дэнни Хайнемана
- 1986 — Филдсовская премия
- 1988 — Стипендия Гуггенхайма
- 1996 — Премия имени Лейбница
- 2008 — Премия Штаудта[нем.]
- 2010 — Heinz Gumin Preis[нем.]
- 2014 — Международная премия короля Фейсала
- 2015 — Премия Шао
- 2017 — Медаль Кантора

Орден «За заслуги перед Федеративной Республикой Германия», Офицерский крест (2009).